# راي شارب
راي شارب (بالإنجليزية: Ray Sharp)‏ (16 نوفمبر 1969 بإستيرلينغ في المملكة المتحدة - ) هو لاعب كرة قدم بريطاني في مركزي الدفاع والظهير. شارك مع منتخب اسكتلندا تحت 21 سنة لكرة القدم. أما مع النوادي، فقد لعب مع بريستون نورث إيند ودونفرملين أثلتيك ونادي إيست فيف ونادي ستنهاوسموير ونادي ألوا أثليتيك ونادي مونتروز لكرة القدم وفورفار أثلتيك ‏ ونادي كاودينبيث لكرة القدم وOakley United F.C. ‏.

## وصلات خارجية
- راي شارب على موقع قاعدة بيانات كرة القدم.إي يو (الإنجليزية)